# Cancioneiro Geral

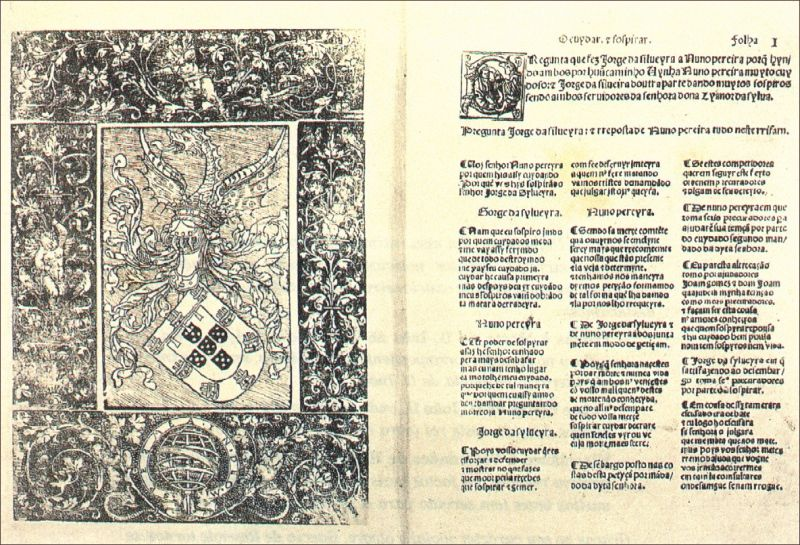
Strona z pierwszego wydania Cancioneiro Geral

Cancioneiro Geral (pol. Śpiewnik powszechny) – pierwsza drukowana antologia poezji portugalskiej, zawierająca utwory z przełomu piętnastego i szesnastego wieku, opublikowana w 1516 roku.

## Autor antologii
Kompilatorem antologii był poeta Garcia de Resende. W książce znalazło się około tysiąca utworów. Garcia de Resende uwzględnił w swoim wyborze własne wiersze, między innymi dłuższy poemat Trovas à Morte de Inês de Castro (Pieśń o śmierci Inês de Castro).

## Inni autorzy

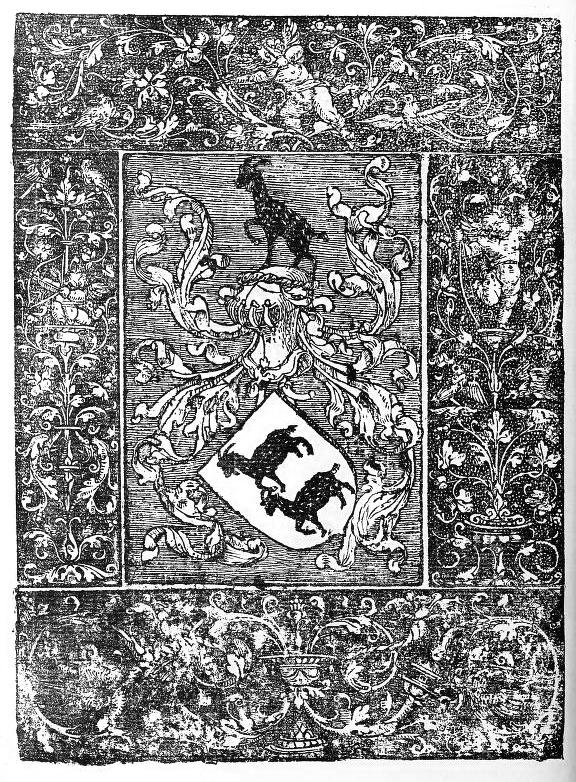
Ilustracja z Cancioneiro Geral

W zbiorze przedstawiony został dorobek 286 poetów. Wśród zaprezentowanych autorów znaleźli się między innymi pierwszy renesansowy poeta portugalski Francisco de Sá de Miranda, który wprowadził do ojczystej literatury formy włoskie, przede wszystkim sonet, i znany jako autor sielanek Bernardim Ribeiro.

## Zróżnicowanie gatunkowe

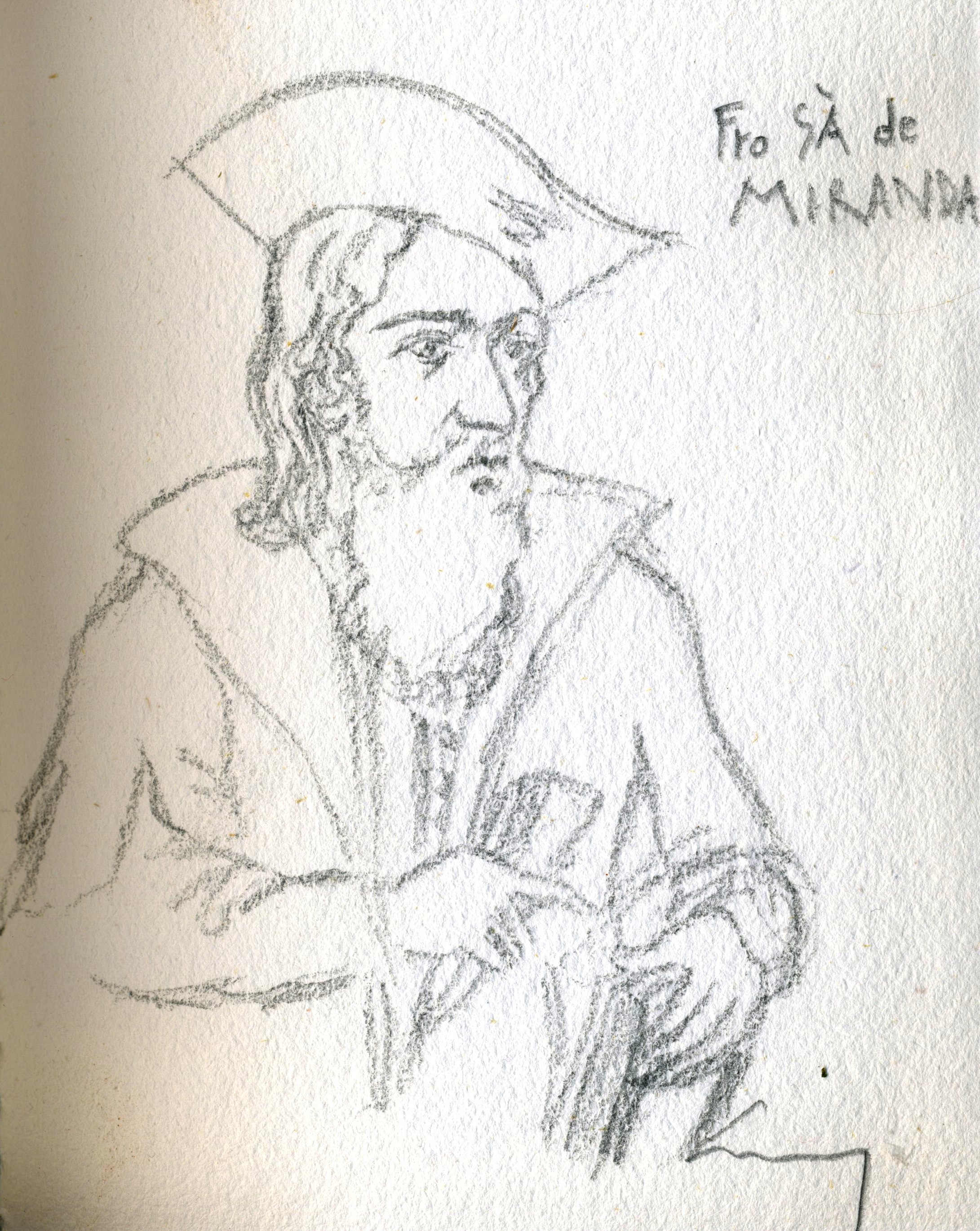
Francisco Sá de Miranda, reformator poezji portugalskiej

W antologii została zaprezentowana gatunkowa panorama ówczesnej poezji portugalskiej. Znalazły się tam utwory liryczne, satyryczne, dydaktyczne, elegijne, religijne, dramatyczne, a nawet jedna niezbyt udana, próba epicka - poemat Luisa Anriquesa, opowiadający o zdobyciu przez oddziały portugalskie pod dowództwem księcia Bragança Azamoru w 1513.

## Znaczenie historyczne
Cancioneiro Geral jest dziełem pomnikowym. Jest też zarazem pierwszym zachowanym do naszych czasów portugalskim dziełem literackim wydanym drukiem. Omawiany zbiór stanowi najważniejsze źródło do historii literatury portugalskiej wczesnego renesansu. Nie sposób napisać żadnej pracy naukowej na temat liryki portugalskojęzycznej początku ery nowożytnej bez odwołania do tego dzieła.
Dzieło Garcii de Resende można porównać z wcześniejszym łacińskim tomem Carmina burana lub z późniejszą angielską Tottel's Miscellany (1557).

## Jubileusz
W 2016 roku w Portugalii obchodzony jest jubileusz pięćsetlecia ukazania się antologii. Jednym z punktów upamiętnienia tej rocznicy był międzynarodowy kongres, który odbył się na Uniwersytecie w Evorze, rodzinnym mieście Garcii de Resende.